# Horní Javoří
Horní Javoří (německy Ober Jaworsch, zastarale Horní Javořice) je malá vesnice, část obce Pecka v okrese Jičín v Královéhradeckém kraji. Nachází se asi 3,5 km na jih od městyse Pecky. V roce 2009 zde bylo evidováno 24 adres. V roce 2001 zde trvale žilo 12 obyvatel.
Horní Javoří je také název katastrálního území o rozloze 0,92 km2.

## Poloha a historie
Ves s kruhovou zástavbou leží na severním a západním úbočí hřbetu, který se rozkládá mezi Dolním Javořím, Bělou u Pecky, Arnoštovem a městysem Pecka a kterému dominuje Krkonošská vyhlídka (532 m n. m.). V místě vsi Horní Javoří existovalo několik usedlostí již v polovině 13. století. Později bývalo v určitých historických obdobích Horní Javoří spojeno s Dolním Javořím – například ve výčtu osad, které byly v roce 1532 v majetku Jana Litoborského z Chlumu jsou zapsány "v Javoří dvě osady celé".
V roce 1900 v Horním Javoří bývalo 32 čísel popisných s celkem 170 obyvateli. Ve vsi bývala kovárna a hostinec, lidé pracovali v zemědělství nebo v okolních továrnách a také si podomácku přivydělávali foukáním "perlí". Ještě v roce 1947 v Horním Javoří žilo 42 mužů a 39 žen. V roce 2016 z tohoto počtu zůstalo již jen 14 osob. Část místních chalup slouží jako rekreační objekty. Na katastru Horního Javoří leží i dvě samoty – Paseky a Pavučina.

## Přírodní zajímavost
V lese asi 500 metrů na sever od vesnice se nacházejí až 10 metrů vysoké skály, tvořené bělošedými středně zrnitými až hrubozrnnými slepenci, které místy přecházejí do arkózovitých pískovců s valounovou příměsí. Z hlediska geologické historie tyto skalní tvary přináležejí k brusnickým vrstvám kumburského souvrství. Tyto skály jsou evidovány jako geologická lokalita národního významu.